# Álvaro Augusto dos Santos
Álvaro Augusto dos Santos  OC  (1885 - Fevereiro de 1934) foi um capelão militar, prior, cónego e professor português.

## Biografia
Era filho de Rita Maria de Jesus dos Santos e Fernando Augusto dos Santos, e irmão de Virginia dos Santos Benevides e Aurora Meta Felix. Começou os seus estudos no Seminário de São Vicente, e passou depois para o Seminário de Santarém.
Voluntariou-se para a posição de capelão em 22 de Janeiro de 1917, e partiu para França em Abril daquele ano, tendo atingido o posto de Alferes capelão. Foi, em conjunto com Avelino de Figueiredo, o primeiro sacerdote a partir para a Flandres. Foi atingido por armas químicas durante aquele conflito, tendo ficado com danos permanentes. Durante a Batalha de La Lys, esteve a dar a assistência religiosa no Hospital de Sangue n.º 1.
Voltou a Portugal após o fim da guerra, tendo sido cónego em Carcavelos e São Domingos de Rana. Quando o reverendo Santos Farinha faleceu em 1924, foi nomeado para pastor na Freguesia de Santa Isabel, em Lisboa. Além de prior, também exerceu como professor de formação catequística.
Faleceu em 1934, aos 49 anos de idade, devido aos ferimentos causados durante a Primeira Guerra Mundial. A missa solene teve lugar em 29 de Fevereiro desse ano, na Freguesia de Santa Isabel, tendo sido sepultado no Cemitério dos Prazeres.

## Homenagens
Foi homenageado com a Medalha da Cruz de Guerra, o Colar de Avis, a fourragère da Ordem Militar da Torre e Espada, e o grau de Oficial da Ordem Militar de Cristo.